# Cúmulo globular M28
Messier 28 (también conocido como M28 o NGC 6626) es un cúmulo globular en la constelación de Sagitario. Fue descubierto por Charles Messier en 1764.
M28 está a una distancia de aproximadamente 18.000-19,000 años luz desde la Tierra. Se han observado 18 estrellas variables de tipo RR Lyrae en este cúmulo. En 1987, el M28 se convirtió en el segundo cúmulo globular donde un púlsar de milisegundo fue descubierto (el primero fue el Cúmulo globular M4).